# Vuia Mòr
Pour les articles homonymes, voir Vuia.
Vuia Mòr est une île du Royaume-Uni située en Écosse.